# Macedonia na Mistrzostwach Europy w Lekkoatletyce 2016
Macedonia na Mistrzostwach Europy w Lekkoatletyce 2016 – reprezentacja Macedonii podczas Mistrzostw Europy w Amsterdamie liczyła jedną zawodniczkę. Była nią lekkoatletka specjalizująca się w biegu na 400 m przez płotki Drita Islami.

## Występy reprezentantów Macedonii

### Kobiety

#### Konkurencje biegowe
| Zawodniczka  | Konkurencja                | Eliminacje | Eliminacje | Półfinał | Półfinał | Finał | Finał |
| Zawodniczka  | Konkurencja                | Wynik      | Poz.       | Wynik    | Poz.     | Wynik | Poz.  |
| ------------ | -------------------------- | ---------- | ---------- | -------- | -------- | ----- | ----- |
| Drita Islami | bieg na 400 m przez płotki | 1:02.36    | 24.        | NQ       | NQ       | NQ    | NQ    |